# Elisabeth Peters
Elisabeth Peters (* 28. Dezember 1964 in Birgden) ist eine deutsche Kunsthistorikerin.

## Leben
Sie studierte Kunstgeschichte, klassische Archäologie sowie französische Philologie und wurde 1994 an der Rheinischen Friedrich-Wilhelms-Universität Bonn mit einer Dissertation über Kirchliche Wandmalerei der 20er und 30er Jahre im Rheinland und in Westfalen promoviert. 
Seitdem ist Peters als freiberufliche Kunsthistorikerin tätig. Ihre Forschungsschwerpunkte liegen auf der Inventarisation kirchlicher Kunst sowie auf sakraler Architektur. Sie arbeitete für verschiedene römisch-katholische Bistümer und für das LVR-Amt für Denkmalpflege im Rheinland. Seit 1999 übernimmt sie darüber hinaus für einen in Stuttgart ansässigen Reiseveranstalter die Leitung christlich-kirchenhistorisch ausgerichteter Studienreisen nach Frankreich und Italien.
Regelmäßig hält sie Vorträge auf Tagungen und Seminaren, unter anderem an ihrer Alma Mater, im Schloss Mickeln, an der Heinrich-Heine-Universität Düsseldorf, an der Thomas-Morus-Akademie Bensberg und an der Katholischen Akademie St. Jakobushaus. Zudem wurde sie bereits mehrfach im Fernsehsender Phoenix als Expertin zu kulturhistorischen Themen interviewt – beispielsweise im Jahr 2019 anlässlich des Brandes der Kathedrale Notre-Dame de Paris sowie nach dem Juwelendiebstahl im Dresdner Grünen Gewölbe.

## Publikationen (Auswahl)
- Kirchliche Wandmalerei im Rheinland 1920–1940. Ein Beitrag zur Geschichte des Kölner Instituts für religiöse Kunst. CMZ-Verlag, Rheinbach, 1996, ISBN 978-3-87062-026-4.
- Ein Zelt Gottes unter den Menschen. In: Heimatkalender des Kreises Heinsberg, 2002, S. 157.
- Pfarrkirche Zur Heiligen Familie Klinkum. Anmerkungen zu Ausstattungsstücken. 2006.
- Die Idee des Zentralbaus bei Emil Steffann. In: Hans Körner / Jürgen Wiener (Hrsg.): „Liturgie als Bauherr“? Moderne Sakralarchitektur und ihre Ausstattung zwischen Funktion und Form. Klartext Verlag, Essen 2010, ISBN 978-3-8375-0356-2, Seiten 105–116.
- Fritz Schwerdt – „Brauchbares, dienendes Gerät“. In: Domkapitel Aachen (Hrsg.): Fritz Schwerdt – Wegbereiter moderner Sakralkunst. Katalog zur Ausstellung in der Domschatzkammer Aachen 13. Juni – 5. September 2010, Aachen 2010, S. 4–16.
- Kirchliche Wandmalerei im Rheinland zwischen 1920 und 1940 und das Institut für religiöse Kunst in Köln. In: Anne-Marie Bonnet / Gertrude Cepl-Kaufmann / Klara Drenker-Nagels / Jasmin Grande (Hrsg.): Christus. Zur Wiederentdeckung des Sakralen in der Moderne. Düsseldorf University Press, Düsseldorf 2012, ISBN 978-3-943-46006-3, S. 157–177.
- Das textile Andachtsbild. Der gestickte Kreuzweg von Wilhelm Rupprecht für St. Fronleichnam in Aachen. In: Hans Körner / Jürgen Wiener (Hrsg.): Kultbild und Andachtsbild. Moderne Bilder im christlichen Sakralraum. Klartext Verlag, Essen 2013, ISBN 978-3-837-50898-7, S. 95–106.